# برايس فورنييه
برايس فورنييه (بالفرنسية: Brice Fournier)‏
```
(و. 
1966
 – 
م
) هو 
ممثل
 من 
فرنسا
 .
[
1
]
[
2
]
[
3
]
 ولد في 
ليون
 .
```

## روابط خارجية
- برايس فورنييه على موقع IMDb (الإنجليزية)
- برايس فورنييه على موقع ميتاكريتيك (الإنجليزية)
- برايس فورنييه على موقع روتن توميتوز (الإنجليزية)
- برايس فورنييه على موقع ألو سيني (الفرنسية)
- برايس فورنييه على موقع أول موفي (الإنجليزية)
- برايس فورنييه على موقع قاعدة بيانات الأفلام السويدية (السويدية)
- برايس فورنييه على موقع قاعدة بيانات الفيلم (الإنجليزية)
- برايس فورنييه على موقع كينوبويسك (الروسية)